# 格普 (阿肯色州)
格普（英語：Gepp）是位於美國阿肯色州富爾頓縣的一個非建制地區。該地的面積和人口皆未知。

## 地理
格普的座標為36°23′16″N 92°06′16″W / 36.38778°N 92.10444°W，而該地的平均海拔高度為233米（即764英尺）。